# Reisenbach
Reisen Bach är ett vattendrag i Österrike.   Det ligger i förbundslandet Niederösterreich, i den östra delen av landet, 21 km sydost om huvudstaden Wien.
Trakten runt Reisen Bach består till största delen av jordbruksmark. Runt Reisen Bach är det ganska tätbefolkat, med 80 invånare per kvadratkilometer.